# Список астероїдів (4801—4900)
| Назва                               | Тимчасове позначення | Дата відкриття    | Місце відкриття                         | Відкривач                                              |
| ----------------------------------- | -------------------- | ----------------- | --------------------------------------- | ------------------------------------------------------ |
| 4801 Огрже (Ohre)                   | 1989 UR4             | 22 жовтня 1989    | Обсерваторія Клеть                      | Антонін Мркос                                          |
| 4802 Хачатурян (Khatchaturian)      | 1989 UA7             | 23 жовтня 1989    | Обсерваторія Карла Шварцшильда          | Ф. Бернґен                                             |
| 4803 Біркле (Birkle)                | 1989 XA              | 1 грудня 1989     | Кйонська обсерваторія                   | Дж. Баур                                               |
| 4804 Пастер (Pasteur)               | 1989 XC1             | 2 грудня 1989     | Обсерваторія Ла-Сілья                   | Ерік Вальтер Ельст                                     |
| 4805 Asteropaios                    | 1990 VH7             | 13 листопада 1990 | Паломарська обсерваторія                | Керолін Шумейкер                                       |
| 4806 Міхо (Miho)                    | 1990 YJ              | 22 грудня 1990    | Станція JCPM Якіїмо                     | Акіра Наторі, Такеші Урата                             |
| 4807 Нобору (Noboru)                | 1991 AO              | 10 січня 1991     | Обсерваторія Оїдзумі                    | Такао Кобаяші                                          |
| 4808 Баллеро (Ballaero)             | 1925 BA              | 21 січня 1925     | Обсерваторія Гейдельберг-Кеніґштуль     | К. В. Райнмут                                          |
| 4809 Robertball                     | 1928 RB              | 5 вересня 1928    | Обсерваторія Гейдельберг-Кеніґштуль     | Макс Вольф                                             |
| 4810 Русланова (Ruslanova)          | 1972 GL              | 14 квітня 1972    | КрАО                                    | Черних Людмила Іванівна                                |
| 4811 Семашко (Semashko)             | 1973 SO3             | 25 вересня 1973   | КрАО                                    | Журавльова Людмила Василівна                           |
| 4812 Хакухоу (Hakuhou)              | 1977 DL3             | 18 лютого 1977    | Обсерваторія Кісо                       | Хірокі Косаї, Кіїтіро Фурукава                         |
| 4813 Теребіж (Terebizh)             | 1977 RR7             | 11 вересня 1977   | КрАО                                    | Черних Микола Степанович                               |
| 4814 Касаччі (Casacci)              | 1978 RW              | 1 вересня 1978    | КрАО                                    | Черних Микола Степанович                               |
| 4815 Андерс (Anders)                | 1981 EA28            | 2 березня 1981    | Обсерваторія Сайдинг-Спрінг             | Ш. Дж. Бас                                             |
| 4816 Коннеллі (Connelly)            | 1981 PK              | 3 серпня 1981     | Станція Андерсон-Меса                   | Едвард Бовелл                                          |
| (4817) 1984 DC1                     | 1984 DC1             | 27 лютого 1984    | Обсерваторія Ла-Сілья                   | Анрі Дебеонь                                           |
| 4818 Елґар (Elgar)                  | 1984 EM              | 1 березня 1984    | Станція Андерсон-Меса                   | Едвард Бовелл                                          |
| 4819 Ґіффорд (Gifford)              | 1985 KC              | 24 травня 1985    | Університетська обсерваторія Маунт-Джон | Алан Ґілмор, Памела Кілмартін                          |
| 4820 Фей (Fay)                      | 1985 RZ              | 15 вересня 1985   | Паломарська обсерваторія                | Керолін Шумейкер                                       |
| 4821 Б'януччі (Bianucci)            | 1986 EE5             | 5 березня 1986    | Обсерваторія Ла-Сілья                   | В. Феррері                                             |
| 4822 Карґе (Karge)                  | 1986 TC1             | 4 жовтня 1986     | Станція Андерсон-Меса                   | Едвард Бовелл                                          |
| 4823 Лібениці (Libenice)            | 1986 TO3             | 4 жовтня 1986     | Обсерваторія Клеть                      | Антонін Мркос                                          |
| 4824 Страдониці (Stradonice)        | 1986 WL1             | 25 листопада 1986 | Обсерваторія Клеть                      | Антонін Мркос                                          |
| 4825 Вентура (Ventura)              | 1988 CS2             | 11 лютого 1988    | Обсерваторія Ла-Сілья                   | Ерік Вальтер Ельст                                     |
| 4826 Вілгелмс (Wilhelms)            | 1988 JO              | 11 травня 1988    | Паломарська обсерваторія                | Керолін Шумейкер                                       |
| (4827) Дарес (Dares)                | 1988 QE              | 17 серпня 1988    | Паломарська обсерваторія                | Керолін Шумейкер                                       |
| 4828 Misenus                        | 1988 RV              | 11 вересня 1988   | Паломарська обсерваторія                | Керолін Шумейкер                                       |
| 4829 Sergestus                      | 1988 RM1             | 10 вересня 1988   | Паломарська обсерваторія                | Керолін Шумейкер                                       |
| (4830) 1988 RG4                     | 1988 RG4             | 1 вересня 1988    | Обсерваторія Ла-Сілья                   | Анрі Дебеонь                                           |
| 4831 Болдуїн (Baldwin)              | 1988 RX11            | 14 вересня 1988   | Обсерваторія Серро Тололо               | Ш. Дж. Бас                                             |
| 4832 Palinurus                      | 1988 TU1             | 12 жовтня 1988    | Паломарська обсерваторія                | Керолін Шумейкер                                       |
| 4833 Meges                          | 1989 AL2             | 8 січня 1989      | Паломарська обсерваторія                | Керолін Шумейкер                                       |
| 4834 Thoas                          | 1989 AM2             | 11 січня 1989     | Паломарська обсерваторія                | Керолін Шумейкер                                       |
| (4835) 1989 BQ                      | 1989 BQ              | 29 січня 1989     | Обсерваторія Токушіма                   | Масаюкі Івамото, Тошімата Фурута                       |
| 4836 Medon                          | 1989 CK1             | 2 лютого 1989     | Паломарська обсерваторія                | Керолін Шумейкер                                       |
| 4837 Бікертон (Bickerton)           | 1989 ME              | 30 червня 1989    | Університетська обсерваторія Маунт-Джон | Алан Ґілмор, Памела Кілмартін                          |
| 4838 Біллмаклоглін (Billmclaughlin) | 1989 NJ              | 2 липня 1989      | Паломарська обсерваторія                | Е. Гелін                                               |
| 4839 Дайсецудзан (Daisetsuzan)      | 1989 QG              | 25 серпня 1989    | Обсерваторія Кітамі                     | Кін Ендате, Кадзуро Ватанабе                           |
| 4840 Отайнан (Otaynang)             | 1989 UY              | 23 жовтня 1989    | Обсерваторія Ґекко                      | Йошіакі Ошіма                                          |
| 4841 Манжіро (Manjiro)              | 1989 UO3             | 28 жовтня 1989    | Обсерваторія Ґейсей                     | Тсутому Секі                                           |
| 4842 Ацуші (Atsushi)                | 1989 WK              | 21 листопада 1989 | Обсерваторія Кушіро                     | Сейджі Уеда, Хіроші Канеда                             |
| 4843 Мегантік (Megantic)            | 1990 DR4             | 28 лютого 1990    | Обсерваторія Ла-Сілья                   | Анрі Дебеонь                                           |
| 4844 Мацуюма (Matsuyama)            | 1991 BA2             | 23 січня 1991     | Обсерваторія Кушіро                     | Сейджі Уеда, Хіроші Канеда                             |
| 4845 Цубецу (Tsubetsu)              | 1991 EC1             | 5 березня 1991    | Обсерваторія Кітамі                     | Кін Ендате, Кадзуро Ватанабе                           |
| 4846 Тутмос (Tuthmosis)             | 6575 P-L             | 24 вересня 1960   | Паломарська обсерваторія                | К. Й. ван Гаутен, І. ван Гаутен-Ґроневельд, Т. Герельс |
| 4847 Аменхотеп (Amenhotep)          | 6787 P-L             | 24 вересня 1960   | Паломарська обсерваторія                | К. Й. ван Гаутен, І. ван Гаутен-Ґроневельд, Т. Герельс |
| 4848 Тутанхамон (Tutenchamun)       | 3233 T-2             | 30 вересня 1973   | Паломарська обсерваторія                | К. Й. ван Гаутен, І. ван Гаутен-Ґроневельд, Т. Герельс |
| 4849 Арденна (Ardenne)              | 1936 QV              | 17 серпня 1936    | Обсерваторія Гейдельберг-Кеніґштуль     | К. В. Райнмут                                          |
| 4850 Палестріна (Palestrina)        | 1973 UJ5             | 27 жовтня 1973    | Обсерваторія Карла Шварцшильда          | Ф. Бернґен                                             |
| 4851 Водоп'янова (Vodopʹyanova)     | 1976 US1             | 26 жовтня 1976    | КрАО                                    | Смирнова Тамара Михайлівна                             |
| 4852 Памджонс (Pamjones)            | 1977 JD              | 15 травня 1977    | КрАО                                    | Черних Микола Степанович                               |
| 4853 Марілукач (Marielukac)         | 1979 ML              | 28 червня 1979    | Астрономічна станція Серро Ель Робле    | Карлос Торрес                                          |
| 4854 Едскотт (Edscott)              | 1981 ED27            | 2 березня 1981    | Обсерваторія Сайдинг-Спрінг             | Ш. Дж. Бас                                             |
| 4855 Темпьо (Tenpyou)               | 1982 VM5             | 14 листопада 1982 | Обсерваторія Кісо                       | Хірокі Косаї, Кіїтіро Фурукава                         |
| 4856 Сіборг (Seaborg)               | 1983 LJ              | 11 червня 1983    | Паломарська обсерваторія                | Керолін Шумейкер                                       |
| 4857 Альтґамія (Altgamia)           | 1984 FM              | 29 березня 1984   | Паломарська обсерваторія                | Керолін Шумейкер                                       |
| 4858 Воробйов (Vorobjov)            | 1985 UA              | 23 жовтня 1985    | Паломарська обсерваторія                | Джеймс Ґібсон                                          |
| 4859 Фракной (Fraknoi)              | 1986 TJ2             | 7 жовтня 1986     | Станція Андерсон-Меса                   | Едвард Бовелл                                          |
| 4860 Ґуббіо (Gubbio)                | 1987 EP              | 3 березня 1987    | Станція Андерсон-Меса                   | Едвард Бовелл                                          |
| 4861 Неміровський (Nemirovskij)     | 1987 QU10            | 27 серпня 1987    | КрАО                                    | Карачкіна Людмила Георгіївна                           |
| 4862 Локі (Loke)                    | 1987 SJ5             | 30 вересня 1987   | Обсерваторія Брорфельде                 | Поуль Єнсен                                            |
| 4863 Ясутані (Yasutani)             | 1987 VH1             | 13 листопада 1987 | Обсерваторія Кушіро                     | Сейджі Уеда, Хіроші Канеда                             |
| (4864) 1988 RA5                     | 1988 RA5             | 2 вересня 1988    | Обсерваторія Ла-Сілья                   | Анрі Дебеонь                                           |
| 4865 Сор (Sor)                      | 1988 UJ              | 18 жовтня 1988    | Обсерваторія Ґейсей                     | Тсутому Секі                                           |
| 4866 Баділло (Badillo)              | 1988 VB3             | 10 листопада 1988 | YGCO (станція Тійода)                   | Такуо Кодзіма                                          |
| 4867 Polites                        | 1989 SZ              | 27 вересня 1989   | Паломарська обсерваторія                | Керолін Шумейкер                                       |
| 4868 Кнушевія (Knushevia)           | 1989 UN2             | 27 жовтня 1989    | Паломар                                 | Елеанор Ф. Хелін                                       |
| 4869 Піотровський (Piotrovsky)      | 1989 UE8             | 26 жовтня 1989    | КрАО                                    | Черних Людмила Іванівна                                |
| 4870 Щербань (Shcherbanʹ)           | 1989 UK8             | 25 жовтня 1989    | КрАО                                    | Журавльова Людмила Василівна                           |
| 4871 Ріверсайд (Riverside)          | 1989 WH1             | 24 листопада 1989 | Станція Аясі обсерваторії Сендай        | Масахіро Коїсікава                                     |
| 4872 Гріг (Grieg)                   | 1989 YH7             | 25 грудня 1989    | Обсерваторія Карла Шварцшильда          | Ф. Бернґен                                             |
| 4873 Фукая (Fukaya)                 | 1990 EC              | 4 березня 1990    | Обсерваторія Дінік                      | Ацуші Суґіе                                            |
| 4874 Бурке (Burke)                  | 1991 AW              | 12 січня 1991     | Паломарська обсерваторія                | Е. Гелін                                               |
| 4875 Інґалс (Ingalls)               | 1991 DJ              | 19 лютого 1991    | Обсерваторія Яцуґатаке-Кобутізава       | Йошіо Кушіда, Реїкі Кусіда                             |
| 4876 Страбон (Strabo)               | 1133 T-2             | 29 вересня 1973   | Паломарська обсерваторія                | К. Й. ван Гаутен, І. ван Гаутен-Ґроневельд, Т. Герельс |
| 4877 Гумбольдт (Humboldt)           | 5066 T-2             | 25 вересня 1973   | Паломарська обсерваторія                | К. Й. ван Гаутен, І. ван Гаутен-Ґроневельд, Т. Герельс |
| 4878 Ґілгаттон (Gilhutton)          | 1968 OF              | 18 липня 1968     | Астрономічна станція Серро Ель Робле    | Карлос Торрес, С. Кофре                                |
| 4879 Зикіна (Zykina)                | 1974 VG              | 12 листопада 1974 | КрАО                                    | Черних Людмила Іванівна                                |
| 4880 Товстоногов (Tovstonogov)      | 1975 TR4             | 14 жовтня 1975    | КрАО                                    | Черних Людмила Іванівна                                |
| 4881 Робмакінтош (Robmackintosh)    | 1975 XJ              | 1 грудня 1975     | Астрономічна станція Серро Ель Робле    | Карлос Торрес                                          |
| 4882 Діварі (Divari)                | 1977 QU2             | 21 серпня 1977    | КрАО                                    | Черних Микола Степанович                               |
| 4883 Королірина (Korolirina)        | 1978 RJ1             | 5 вересня 1978    | КрАО                                    | Черних Микола Степанович                               |
| 4884 Браґарія (Bragaria)            | 1979 OK15            | 21 липня 1979     | КрАО                                    | Черних Микола Степанович                               |
| 4885 Ґрандж (Grange)                | 1980 LU              | 10 червня 1980    | Паломарська обсерваторія                | Керолін Шумейкер                                       |
| 4886 Кодзіма (Kojima)               | 1981 EZ14            | 1 березня 1981    | Обсерваторія Сайдинг-Спрінг             | Ш. Дж. Бас                                             |
| 4887 Такіхірой (Takihiroi)          | 1981 EV26            | 2 березня 1981    | Обсерваторія Сайдинг-Спрінг             | Ш. Дж. Бас                                             |
| 4888 Дорін (Doreen)                 | 1981 JX1             | 5 травня 1981     | Паломарська обсерваторія                | Керолін Шумейкер                                       |
| 4889 Преторіус (Praetorius)         | 1982 UW3             | 19 жовтня 1982    | Обсерваторія Карла Шварцшильда          | Ф. Бернґен                                             |
| 4890 Сіканосіма (Shikanosima)       | 1982 VE4             | 14 листопада 1982 | Обсерваторія Кісо                       | Хірокі Косаї, Кіїтіро Фурукава                         |
| 4891 Блаґа (Blaga)                  | 1984 GR              | 4 квітня 1984     | Смолян                                  | Болгарська Національна обсерваторія                    |
| 4892 Крісполлас (Chrispollas)       | 1985 TV2             | 11 жовтня 1985    | Коссоль                                 | CERGA                                                  |
| 4893 Зайтер (Seitter)               | 1986 PT4             | 9 серпня 1986     | Смолян                                  | Ерік Вальтер Ельст, Віолета Іванова                    |
| 4894 Аск (Ask)                      | 1986 RJ              | 8 вересня 1986    | Обсерваторія Брорфельде                 | Поуль Єнсен                                            |
| 4895 Ембла (Embla)                  | 1986 TK4             | 13 жовтня 1986    | Обсерваторія Брорфельде                 | Поуль Єнсен                                            |
| 4896 Томоеґодзен (Tomoegozen)       | 1986 YA              | 20 грудня 1986    | Обсерваторія Одзіма                     | Тсунео Ніїдзіма, Такеші Урата                          |
| 4897 Томгамільтон (Tomhamilton)     | 1987 QD6             | 22 серпня 1987    | Паломарська обсерваторія                | Е. Гелін                                               |
| 4898 Нісіідзумі (Nishiizumi)        | 1988 FJ              | 19 березня 1988   | Паломарська обсерваторія                | Керолін Шумейкер                                       |
| 4899 Кандасе (Candace)              | 1988 JU              | 9 травня 1988     | Паломарська обсерваторія                | Керолін Шумейкер, Юджин Шумейкер                       |
| 4900 Меймелоу (Maymelou)            | 1988 ME              | 16 червня 1988    | Паломарська обсерваторія                | Е. Гелін                                               |

| Астероїди 1—10000 → |           |           |           |           |           |           |           |           |            |
| 1—100               | 1001—1100 | 2001—2100 | 3001—3100 | 4001—4100 | 5001—5100 | 6001—6100 | 7001—7100 | 8001—8100 | 9001—9100  |
| 101—200             | 1101—1200 | 2101—2200 | 3101—3200 | 4101—4200 | 5101—5200 | 6101—6200 | 7101—7200 | 8101—8200 | 9101—9200  |
| 201—300             | 1201—1300 | 2201—2300 | 3201—3300 | 4201—4300 | 5201—5300 | 6201—6300 | 7201—7300 | 8201—8300 | 9201—9300  |
| 301—400             | 1301—1400 | 2301—2400 | 3301—3400 | 4301—4400 | 5301—5400 | 6301—6400 | 7301—7400 | 8301—8400 | 9301—9400  |
| 401—500             | 1401—1500 | 2401—2500 | 3401—3500 | 4401—4500 | 5401—5500 | 6401—6500 | 7401—7500 | 8401—8500 | 9401—9500  |
| 501—600             | 1501—1600 | 2501—2600 | 3501—3600 | 4501—4600 | 5501—5600 | 6501—6600 | 7501—7600 | 8501—8600 | 9501—9600  |
| 601—700             | 1601—1700 | 2601—2700 | 3601—3700 | 4601—4700 | 5601—5700 | 6601—6700 | 7601—7700 | 8601—8700 | 9601—9700  |
| 701—800             | 1701—1800 | 2701—2800 | 3701—3800 | 4701—4800 | 5701—5800 | 6701—6800 | 7701—7800 | 8701—8800 | 9701—9800  |
| 801—900             | 1801—1900 | 2801—2900 | 3801—3900 | 4801—4900 | 5801—5900 | 6801—6900 | 7801—7900 | 8801—8900 | 9801—9900  |
| 901—1000            | 1901—2000 | 2901—3000 | 3901—4000 | 4901—5000 | 5901—6000 | 6901—7000 | 7901—8000 | 8901—9000 | 9901—10000 |